# Chiesa di Santa Giulia (Paitone)
La chiesa di Santa Giulia è la parrocchiale di Paitone, in provincia e diocesi di Brescia; fa parte della zona pastorale della Morenica del Garda.

## Storia
La prima citazione di un luogo di culto a Paitone risale al 1251 ed è contenuta in una bolla di papa Innocenzo IV; questa cappella apparteneva al monastero di Santa Giulia di Brescia, a cui spettava il diritto di nominare il sacerdote.

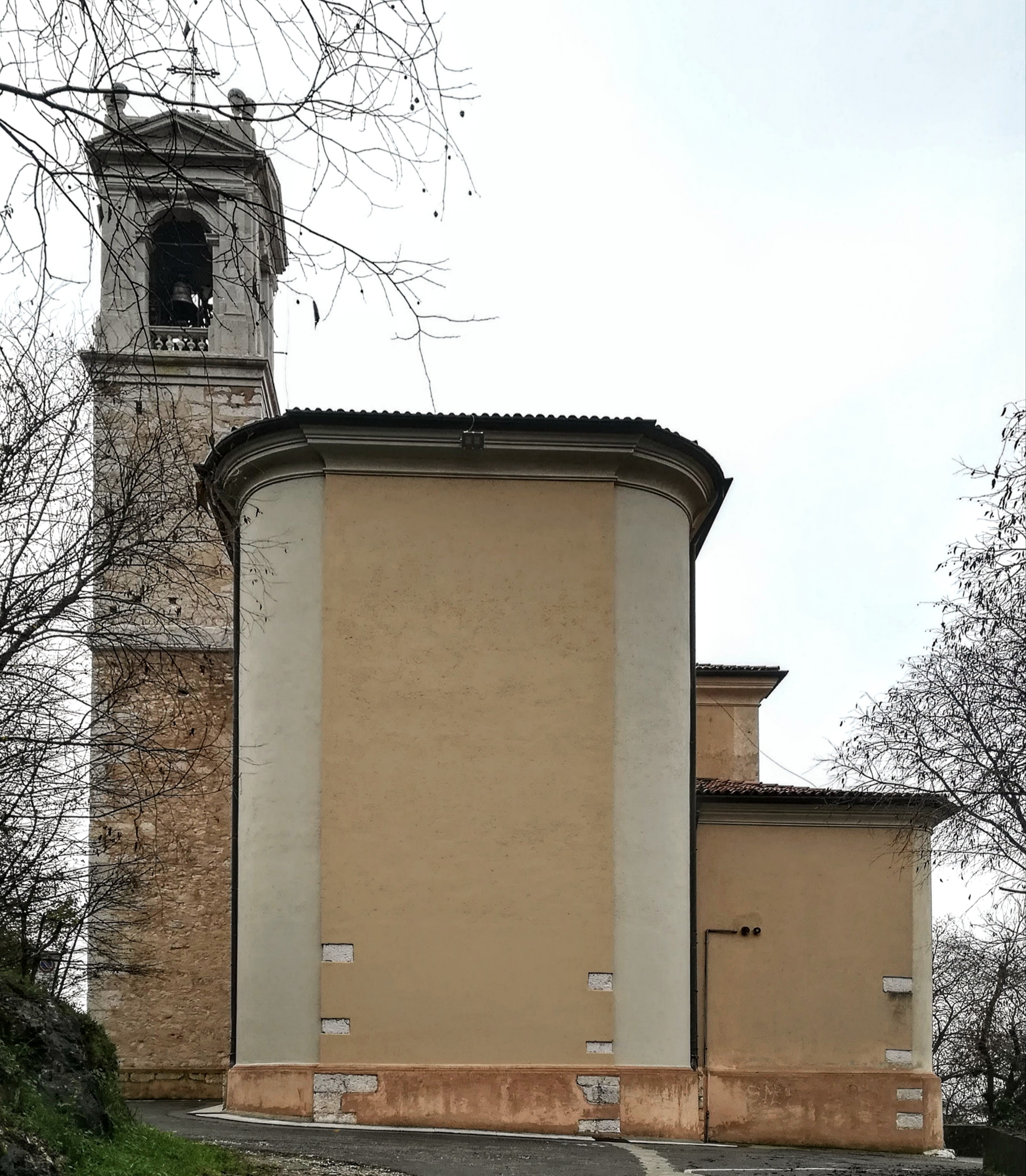
L'abside e il campanile

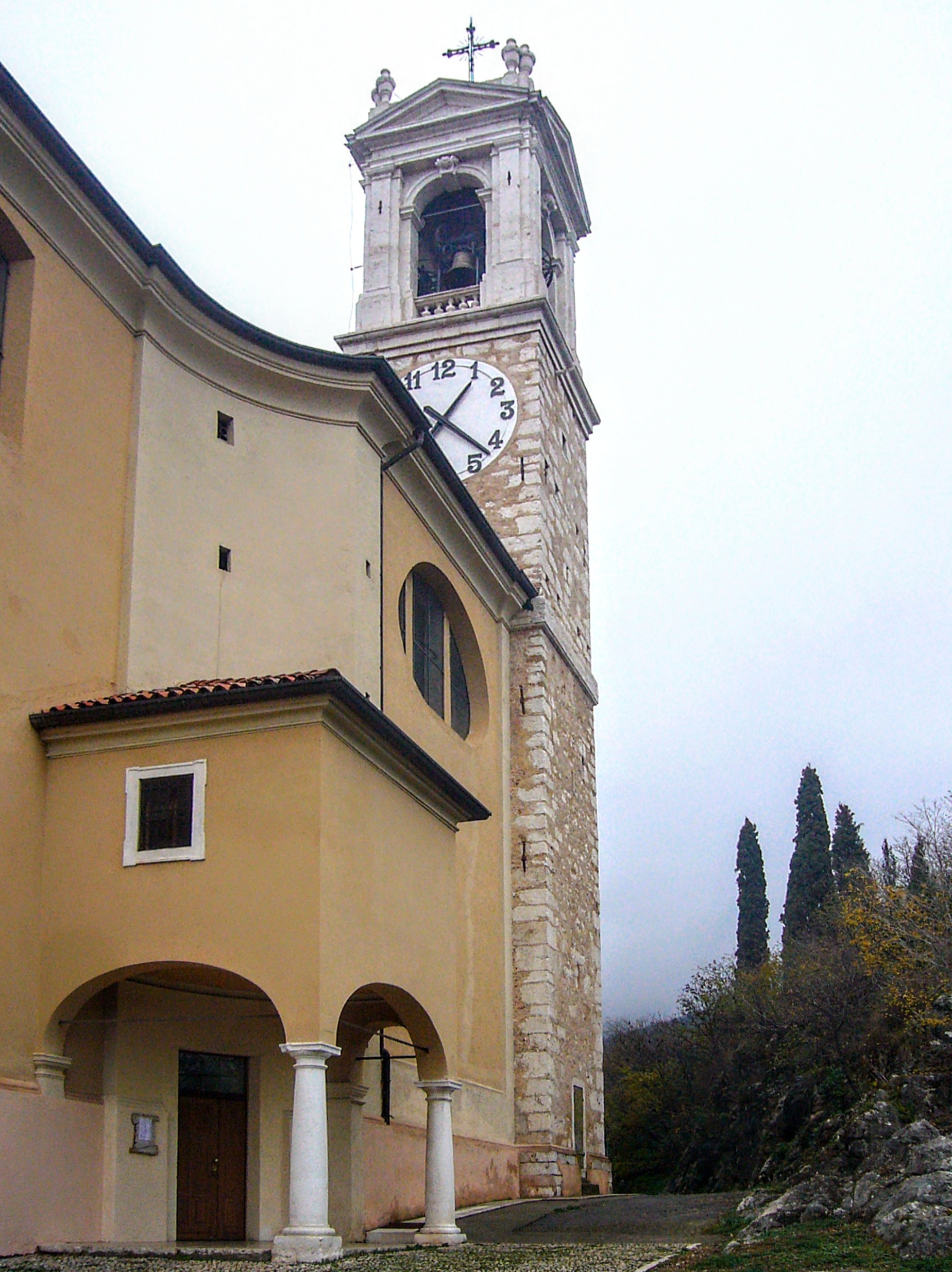
Il campanile

Questa chiesa è poi menzionata nel registro capitolare del 1410 e nel Catalogo queriniano del 1532; nel 1566 divenne parrocchiale, rendendosi così indipendente rispetto alla pieve di Nuvolento, e nello stesso secolo fu riedificata.
Nel 1702 il vescovo Marco Dolfin, durante la sua visita pastorale, trovò che a servizio della cura d'anime c'erano il curato e altri sei sacerdoti, che il numero dei fedeli era pari a 450, e che la parrocchiale aveva come filiali le chiese della Beata Vergine, di San Martino in località Marguzzo e di San Rocco.
Sempre nella prima metà del Settecento si decise di costruire una nuova chiesa e fu quindi incaricato di redigerne il disegno l'architetto Antonio Corbellini, il quale presentò il suo progetto in data 30 aprile 1737. Di lì a poco iniziarono i lavori, anche se la parrocchiale poté dirsi completa in ogni sua parte appena agli inizi del secolo successivo; la consacrazione fu impartita il 20 settembre 1921 dal vescovo Giacinto Gaggia.
Negli anni ottanta la chiesa venne dotata dell'ambone e dell'altare rivolto verso l'assemblea e nei primi anni duemila l'edificio fu interessato da un intervento di ristrutturazione.

## Descrizione

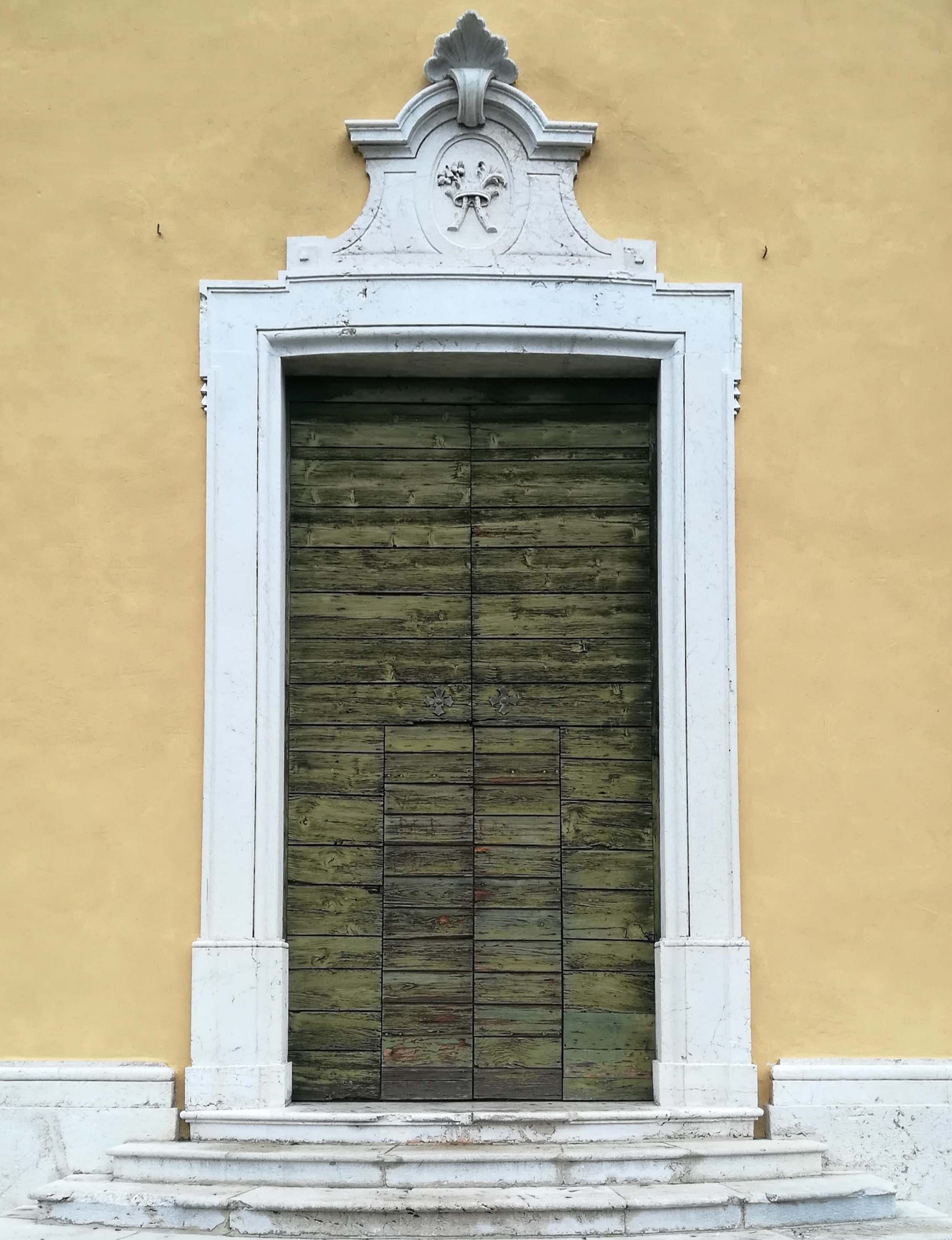
Il portale d'ingresso

### Esterno
La facciata a salienti della chiesa, rivolta a mezzogiorno e abbellita all'alternanza tra parti leggermente concave e convesse, è suddivisa da una cornice marcapiano in due registri, entrambi scanditi da lesene con capitelli corinzie; quello inferiore, più largo, presenta centralmente il portale d'ingresso con coronamento mistilineo, mentre quello superiore è caratterizzato da un finestrone e concluso dal timpano curvilineo, sopra il quale vi sono degli acroteri.
Annesso alla parrocchiale è il campanile in pietra a base quadrata, la cui cella presenta su ogni lato una monofora a tutto sesto e un timpanetto triangolare.

### Interno
L'interno dell'edificio, suddiviso in tre campate, si compone di un'unica navata, sulla quale si affacciano quattro cappelle laterali e le cui pareti sono scandite da lesene sorreggenti la trabeazione sopra la quale si imposta la volta; al termine dell'aula si sviluppa il presbiterio, rialzato di alcuni gradini, ospitante l'altare maggiore e chiuso dall'abside con gli angoli smussati.
Qui sono conservate diverse opere di pregio, tra le quali l'altare maggiore in marmo di Botticino, attribuito a Rodolfo Vantini, e la pala raffigurante Sant'Antonio di Padova.